# Victor Almström
Victor Almström (Stockholm, 21 februari 1984) is een voormalig golfprofessional uit Zweden.

## Amateur
Victor studeerde aan de Universiteit van Minnesota en speelde college golf in het Gopher team. In 2006 speelde hij het Europees Kampioenschap op de Biella Golf Club in Italië met onder meer Nicklas Lemke (Arizona State) en Oscar Florén (Texas Tech), die toen ook in de Verenigde Staten studeerden.

## Professional
Almström werd in 2009 professional. In 2010 won hij de Order of Merit van de Nordea Tour en bereikte hij de Final Stage van de Tourschool, zodat hij in 2011 als rookie op de Europese Challenge Tour speelde. Een jaar later verloor hij zijn tourkaart weer.

### Overwinningen
| Jaar | Toernooi           | Tour              |
| ---- | ------------------ | ----------------- |
| 2009 | Jättorp Open       | Zweedse Mini-tour |
| 2009 | Burvik Challenge   | SGF Golf Ranking  |
| 2010 | Hjo S Open         | SGF Golf Ranking  |
| 2010 | Fjällbacka Open    | Zweedse Mini-tour |
| 2010 | St Ibb Open        | Nordea Tour       |
| 2011 | PayEx Invitational | Nordea Tour       |